# Leucodictyida
A Leucodictyida a Rhizaria Cercozoa törzsébe tartozó heterotróf ostoros amőbákból álló klád.

## Morfológia
Kétostorú amőbák elágazó filopódiumokkal, melyek időlegesen egymással egyesülve meroplazmódiumokat képezhetnek. Ezek extruszómákkal rendelkezhetnek, és a szubsztráthoz nyomulnak, miközben részben szabálytalanul elrendezett mikrotubulusok támasztják. Cristái csőszerűek.

## Rendszertan
1993-ban írta le Thomas Cavalier-Smith kizárólag a Leucodictyidae kládot tartalmazó monotipikus csoportként. 2003-ban módosították meghatározását, így a Massisteriidae is tagja. 4 nemzetsége ismert.
- Leucodictyidae Cavalier-Smith, 1993
  - Leucodictyon Grell, 1991
  - Reticulamoeba Grell, 1994
- Massisteriidae Cavalier-Smith, 1993
  - Massisteria Larsen et Patterson, 1990
  - Minimassisteria Arndt et Cavalier-Smith, 2011[4]

Adl  et al. 2019-es rendszertana nem használja a Leucodictyidát: a Leucodictyon és Reticulamoeba nemzetségek Granofilosea incertae sedisként szerepelnek.